# دمل
الدُّمَّل أو الخراج هو التهاب جريبي عميق معدي بفروة الرأس (عدوى بصيلات الشعر). وينتج الدمل دائمًا عن الإصابة بنوع من البكتيريا يطلق عليه المكورات العنقودية الذهبية، مما يؤدي إلى تورم مؤلم في المنطقة المصابة بالجلد، وذلك بسبب اختزان الصديد وتراكم الخلايا الميتة. ويطلق على الدمامل المنفردة المتجمعة معًا اسم الجمرة للإشارة إلى دمل كبير الحجم.

## علامات ظهوره وأعراضه
الدمامل عبارة عن بثور حمراء متجمعة حول بصيلة الشعر ويملؤها الصديد. وتتسم هذه الدمامل بأنها تكون طرية ودافئة ومؤلمة للغاية. ويتراوح حجمها ما بين حجم حبة البازلاء وحجم كرة الجولف. وتظهر رأس بيضاء أو صفراء اللون في مركز الدمل عندما يكون على وشك تفريغ ما يحمله من صديد. في حالات العدوى الشديدة، قد يعاني المصاب من الحمى وتورم العقد الليمفاوية والإرهاق. ويسمى الدمل متكرر الحدوث بالخراج المزمن.

## أسبابه
في العادة، يرجع سبب هذا المرض إلى الإصابة بأحد أنواع البكتيريا مثل المكورة العنقودية الموجودة على الجلد. ذلك حيث تبدأ المستعمرات البكتيرية في التجمع حول بصيلة الشعر مما يؤدي إلى التهاب النسيج الخلوي الموضعي إلى جانب التهابات أخرى موضعية. بالإضافة إلى ذلك، تسبب ذبابة التومبو في قارة إفريقيا الإصابة بما يعرف باسم داء الدودة الحلزونية والذي يظهر في شكل دمامل جلدية. هذا وتشمل عوامل خطورة الدمل انتقال البكتيريا إلى أنف المريض. وأيضًا تكون هناك عوامل خطورة في حالة معاناته من مرض السكر والسمنة والورم التكاثري الليمفي وسوء التغذية، وكذلك عند استخدام العقاقير المثبطة للمناعة.

## المضاعفات
من أكثر مضاعفات الدمامل شيوعًا ترك ندبات على الجلد وانتشار العدوى عليه أو ظهور الخراريج بالجلد أو النخاع الشوكي أو المخ أو الكليتين أو أي أعضاء أخرى. قد تنتشر العدوى أيضًا لتصل إلى مجرى الدم مسببةً تسمم الدم مما يهدد حياة الإنسان.

## طرق العلاج
يجب تفريغ أي دمل مما يحتويه من صديد لكي يشفى ويلتئم. ويمكن تسهيل عملية تفريغ الدمل من خلال استخدام قطعة قماش منقوعة في ماء دافئ مضاف إليه ملح. ومما يساعد أيضًا في الإسراع بشفاء الدمل غسله ودهانه بمرهم مضاد حيوي أو بزيت شجرة الشاي المضاد للسموم، ثم ربطه بضمادة. كذلك، ينبغي عدم تعصير الدمل أو فقئه لتفريغ محتواه دون إشراف من الطبيب؛ حتى لا يؤدي ذلك إلى انتشار العدوى.
علاوةً على ذلك، ينبغي أن يقوم الطبيب بنفسه بفتح الدمل وتفريغه إذا كان من النوع الذي يؤدي إلى حدوث مضاعفات خطيرة. ويندرج تحت هذا التحذير الدمامل كبيرة الحجم بشكل غير معتاد أو التي ظلت موجودة لأكثر من أسبوعين أو التي تقع في منتصف الوجه أو بالقرب من العمود الفقري.
وينصح باستخدام المضاد الحيوي في علاج الدمامل كبيرة الحجم أو متكررة الظهور أو تلك التي تظهر في مناطق حساسة (مثل حول الأنف أو داخلها أو في الأذن).

## وصلات خارجية
- https://www.youtube.com/watch?v=9V-ieybKOMg
- ديرما أطلس 1817374494
- description of boils aka furuncles
- of boils and potential treatments

قالب:Cutaneous infections